# سقوط بانک

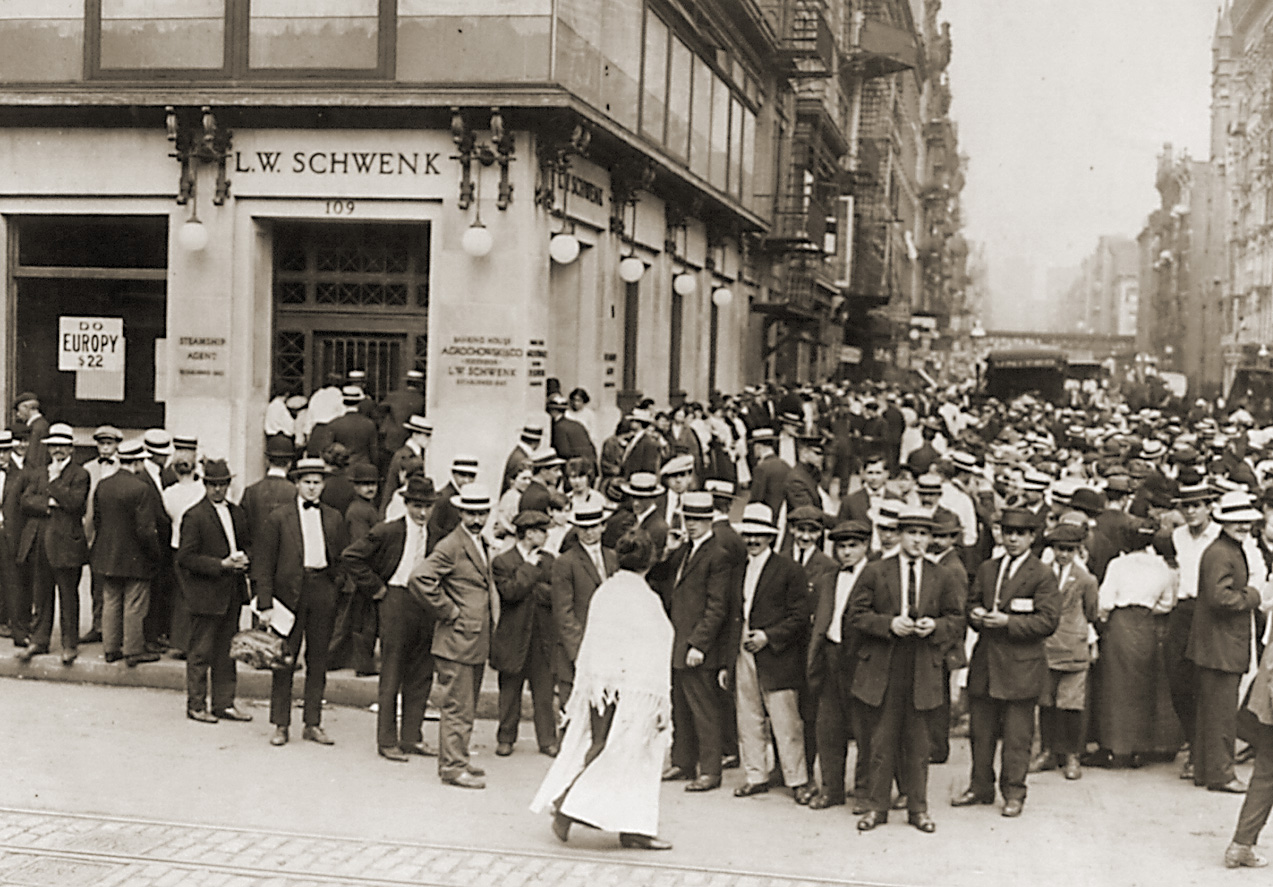
هجوم سپرده‌گذاران برای دستیابی به پول خود در یک بانک نیویورک، ژوئیهٔ ۱۹۱۴

سقوط بانک یا ورشکستگی بانکی (انگلیسی: Bank failure) زمانی پیش می‌آید که بانک نتواند به تعهدات خود در قبال سپرده‌گذاران یا دیگر بستانکاران خود عمل کند، زیرا به اعسار رسیده یا بیش از حد نقدینگی خود برای پرداخت بدهی‌هایش ناتوان شده است. یک بانک معمولاً زمانی از نظر اقتصادی شکست می‌خورد که ارزش بازار دارایی‌های آن به ارزشی کمتر از ارزش بازار بدهی‌هایش کاهش یابد. در چنین حالتی بانک اعساری یا از سایر بانک‌های رسمی (سر پا) وام می‌گیرد یا دارایی‌های خود را به قیمتی کمتر از ارزش بازار آن می‌فروشد تا پول نقد کافی فراهم کند تا بتواند در صورت تقاضا به سپرده‌گذاران خود پرداخت کند. (بی‌رغبتی) و ناتوانی بانک‌ها در وام دادن نقد به چنین بانکی، وحشت بانکی را در بین سپرده‌گذاران ایجاد می‌کند، زیرا سپرده‌گذاران بیشتری سعی می‌کنند سپرده‌های نقدی از آن بانک خارج کنند. به این ترتیب، بانک نمی‌تواند مطالبات همه سپرده گذاران خود را به موقع برآورده کند. اگر حقوق صاحبان سهام یک بانک کمتر از میزان حداقل نظارتی باشد آن بانک ممکن است توسط سازمان دولتی تنظیم کننده آن نظارت تصاحب شود.
به‌طور کلی سقوط یک بانک به دلیل به هم پیوستگی و شکنندگی مؤسسات بانکی؛ نسبت به سایر شرکت‌های تجاری، از اهمیت بیشتری برخوردار است. بررسی‌ها نشان داده که ارزش بازار مشتریان بانک‌های ورشکسته در تاریخ اعلام ورشکستگی تحت تأثیر نامطلوب قرار می‌گیرد. اغلب بیم آن می‌رود که تأثیرهای ناشی از ورشکستگی یک بانک به سرعت در سراسر اقتصاد گسترش یابد و احتمالاً منجر به رو به ورشکستگی رفتن بانک‌های دیگر شود، خواه آن بانک‌ها در آن زمان توان پرداخت بدهی‌های خود را داشته باشند یا نه، زیرا سپرده گذاران حاشیه‌ای سعی دربرداشت پول نقد دارند نه سپرده گذاری در این بانک‌ها تا از زیان احتمالی جلوگیری کنند؛ بنابراین، سرریز اثر هراس بانکی یا ریسک سیستمی اثر چند برابری بر همهٔ بانک‌ها و مؤسسات مالی دارد که خود منجر به تأثیر بیشتر ورشکستگی بانک‌ها در اقتصاد می‌شود. در نتیجه، مؤسسات بانکی معمولاً تحت  مقررات سختگیرانه قرار می‌گیرند و ورشکستگی بانک‌ها از نگرانی‌های اصلی سیاست عمومی کشورها در سراسر جهان است.

## سقوط جهانی
ورشکستگی یک بانک نه تنها مربوط به کشوری است که دفتر مرکزی آن بانک در آن قرار دارد، بلکه مربوط به سایر کشورهایی که با آنها تجارت می‌کند نیز هست. وجود این پویایی در طول بحران مالی ۲۰۰۷-۲۰۰۸؛ زمانی که سقوط بانک‌های سرمایه‌گذاری بزرگ بر اقتصادهای محلی در سطح جهان تأثیر خود را گذاشت، برجسته شد. این ارتباط متقابل نه در سطح بالایی، با توجه به معاملات انجام شده بین شرکت‌های بزرگ از نقاط مختلف جهان، بلکه به ماهیت جهانی ترکیب هر یک از شرکت‌ها آشکار شد.